# Piedad (Botticelli, Milán)
La Piedad (conocida en italiano como Compianto su Cristo morto) es un cuadro realizado por el pintor renacentista italiano Sandro Botticelli. Está ejecutado al temple sobre tabla. Mide 107 cm de alto y 71 cm de ancho. Fue pintado en 1495. Actualmente, se conserva en el Museo Poldi Pezzoli de Milán (Italia).
Se cree que esta obra fue un encargo de Donato de Antonio Cioli, miniaturista de códices, para Santa María Maggiore de Florencia.
La estructura de este cuadro es piramidal, gracias a la acumulación de los personajes, representados muy juntos. Las figuras están conectadas muy estrechamente. Esta composición evoca la forma de una cruz, culminando en José de Arimatea, que muestra la corona de espinas y los clavos. 
Las diversas expresiones de dolor acentúan el patetismo de esta obra. El punto de vista cercano aproxima al espectador a la escena.
En este Entierro se evidencia la influencia del cambio producido en Florencia como consecuencia de la caída de los Médici y las predicaciones apocalípticas de Savonarola. Se recupera un tema propio de la pintura gótica, aunque actualizado conforme al estilo renacentista, evidente en las indumentarias y sus pliegues.